# Ärtstarr
Ärtstarr (Carex viridula) är en gräslik växtart inom familjen halvgräs.